# Зеноага (Прахова)
Зеноага (рум. Zănoaga) — село у повіті Прахова в Румунії. Входить до складу комуни Думбрава.
Село розташоване на відстані 48 км на північ від Бухареста, 13 км на південний схід від Плоєшті, 97 км на південний схід від Брашова.

## Населення
За даними перепису населення 2002 року у селі проживали 996 осіб, усі — румуни. Усі жителі села рідною мовою назвали румунську.